# Bataille de Baroua
Insurrection de Boko Haram
Batailles
La bataille de Baroua a lieu le 24 août 2021 pendant l'insurrection de Boko Haram.

## Déroulement
Dans la nuit du 24 août 2021, à 1 heure du matin, plusieurs centaines de djihadistes venus du lac Tchad attaquent les positions de l'armée nigérienne à Baroua, près de Diffa. Cette attaque survient alors que 6 000 habitants de Baroua avaient regagné leurs maisons en juin après avoir fui la localité en 2015 en raison des combats. Selon les autorités locales, 26 573 personnes ayant fui les violences avaient été reconduites dans 19 villages, dont Baroua, entre juin et juillet.
Cependant les militaires nigériens tiennent le choc et repoussent les assaillants. Selon Issa Lémine, gouverneur de Diffa : « Nous avons mis un dispositif assez fort pour tenir, parce que l’on savait que Baroua serait attaquée, que Boko Haram essaierait par tous les moyens de saboter ce retour des populations ».

## Pertes
Selon le bilan annoncé le lendemain de l'attaque par le ministre nigérien de la Défense, Alkassoum Indatou, seize militaires nigériens sont tués et neuf sont blessés, tandis que les djihadistes perdent une cinquantaine d'hommes,. Aucun civil n'est cependant tué ou blessé.